# Fuentidueña de Tajo
Fuentidueña de Tajo är en kommun i Spanien. Den ligger i den autonoma regionen Madrid, i den centrala delen av landet, 60 km sydost om huvudstaden Madrid. Antalet invånare är 2 328 (2024).